# Herb Myślenic
Herb Myślenic – jeden z symboli miasta Myślenice i gminy Myślenice w postaci herbu.

## Wygląd i symbolika
Herb przedstawia w polu błękitnym na zielonym pagórku zielone drzewo liściaste pomiędzy siekierką i toporem, z ostrzami skierowanymi na zewnątrz, oraz dwoma zielonymi krzewami.
Herb nawiązuje do pierwotnego położenia miasta Myślenice na leśnym karczowisku i uzyskanych przez miasto uprawnień do karczunku terenów leśnych nadanych w 1342 r, przez króla Kazimierza Wielkiego.

## Historia
Herb nadany przez władze austriackie 2 marca 1797 został potwierdzony przez Ministerstwo Spraw Wewnętrznych RP 18 czerwca 1937 r.
Nie jest możliwe, aby w herbie Myślenic przedstawiona była Lipka Myślenicka – drzewo, które do lipca 2015 rosło na szczycie Plebańskiej Góry i było nieoficjalnym symbolem Myślenic; mimo swoich 185 lat jest młodsze niż herbowy wizerunek. Badacze dziejów miasta i jego herbu, jak Andrzej Boryczko czy Janina Tomasik, zgodnie stwierdzają, że w herbie pierwotnie przedstawiony był dąb.
Herb Myślenic, nadany miastu przez cesarza rzymskiego Franciszka II (1797), został przedstawiony i dokładnie opisany w dziele Hugo Gerarda Ströhla pt. Städte-Wappen von Österreich-Ungarn w następujący sposób: „W polu błękitnym dąb, a na jego pniu utwierdzone skrzyżowane topór i siekiera. Na ziemi pod drzewem leży z wrąbaną siekierą fragment pnia i tłuczek (młot drewniany). Po prawej stronie dębu jodła, po lewej buk”.